# Psilalcis galsworthyi
Psilalcis galsworthyi är en fjärilsart som beskrevs av Sato 1996. Psilalcis galsworthyi ingår i släktet Psilalcis och familjen mätare. Inga underarter finns listade.